# Leçons dangereuses
Leçons dangereuses (Fatal Lessons: The Good Teacher) est un téléfilm américain réalisé par Michael Scott, diffusé en 2004.

## Synopsis
Une mère de famille se lie d'amitié avec la nouvelle institutrice de sa fille, peu après d'étranges évènements se produisent troublant la quiétude de sa famille. Après soupçons la mère enquête sur le passé de l'institutrice pour y découvrir de terrifiantes révélations.

## Fiche technique
- Titre original : Fatal Lessons: The Good Teacher
- Réalisation : Michael Scott
- Scénario : Casey T. Mitchell
- Photographie : Adam Sliwinski
- Musique : Tim Jones
- Pays : États-Unis
- Durée : 100 min

## Distribution
- Erika Eleniak : Victoria
- Patricia Kalember : Samantha
- Ken Tremblett : Nick
- Lori Ann Triolo : Jane
- William J. MacDonald : Daniel
- Rowen Kahn : Jack Stephens
- Keely Purvis : Molly Stephens
- Jerry Rector : businessman
- Dean Redman : policier
- Pamela Perry : agent immobilier